# Hudson (fleuve)
Pour les articles homonymes, voir Hudson.
L'Hudson (en anglais : Hudson River) est un fleuve de 507 km de long, coulant principalement dans l'État de New York et formant en partie la frontière entre les États de New York et du New Jersey. Le nom du fleuve provient de Henry Hudson, un Anglais naviguant pour le compte des Provinces-Unies et notamment de la Compagnie néerlandaise des Indes orientales (Vereenigde Oost-Indische Compagnie, VOC), qui explora le fleuve en 1609. Cependant, le premier Européen en mesure de l'observer fut l'Italien Giovanni da Verrazano en 1524, dont l'expédition fut financée par les marchands florentins de Lyon et par François Ier.

## Géographie et toponymie
La source officielle de l'Hudson est le lac Tear of the Clouds (litt. « Larme des Nuages »), dans les monts Adirondacks. Cependant, le cours d'eau qui découle du lac est plutôt connu sous les noms de Feldspar Brook (« Ruisseau du Feldspath ») puis de Opalescent River (« Rivière Opalescente »), cours d'eau qui se jette ensuite dans l'Hudson au niveau de la ville de Tahawus.

L'Hudson.
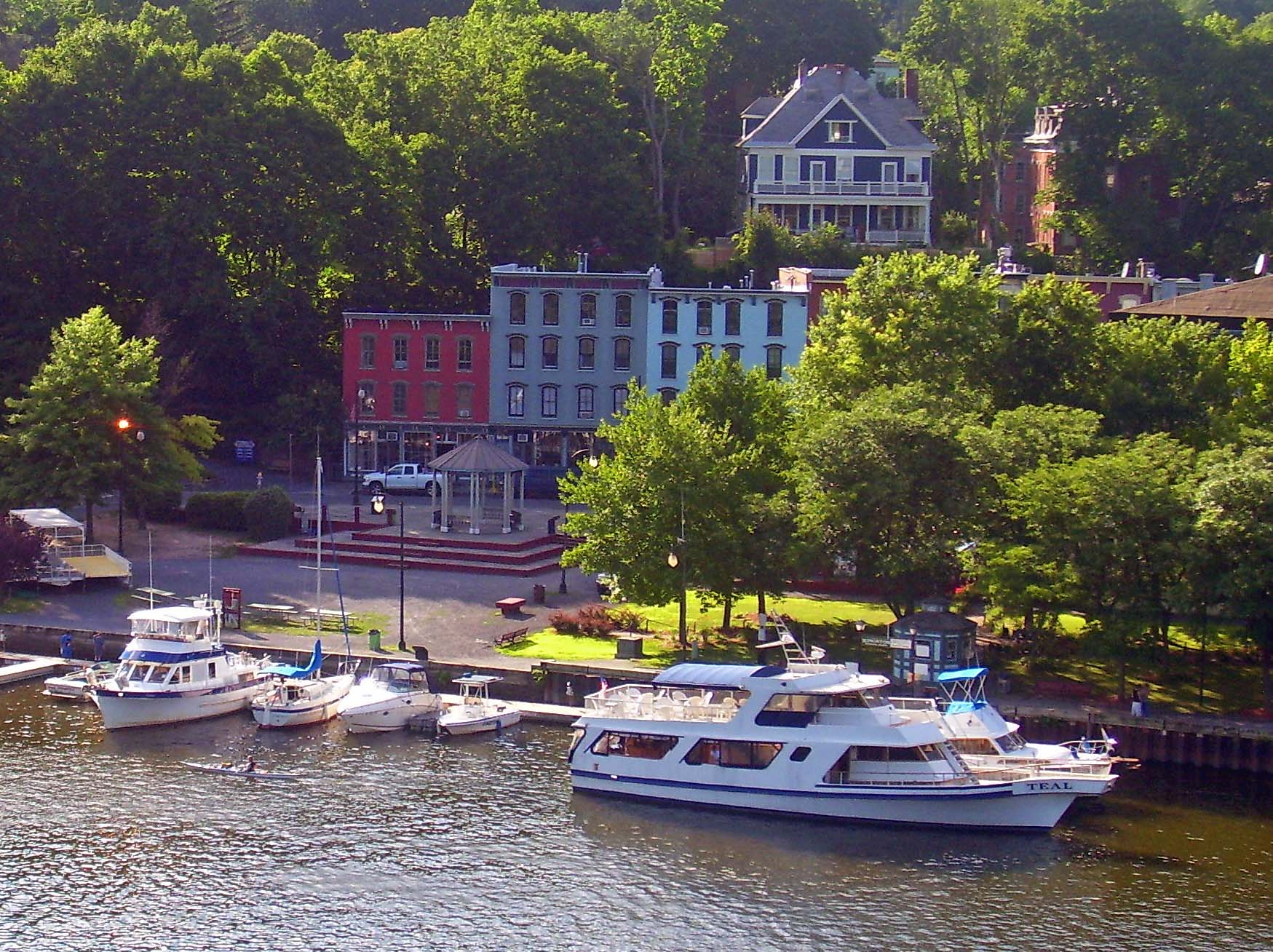
Kingston (New York), au bord de l'Hudson.
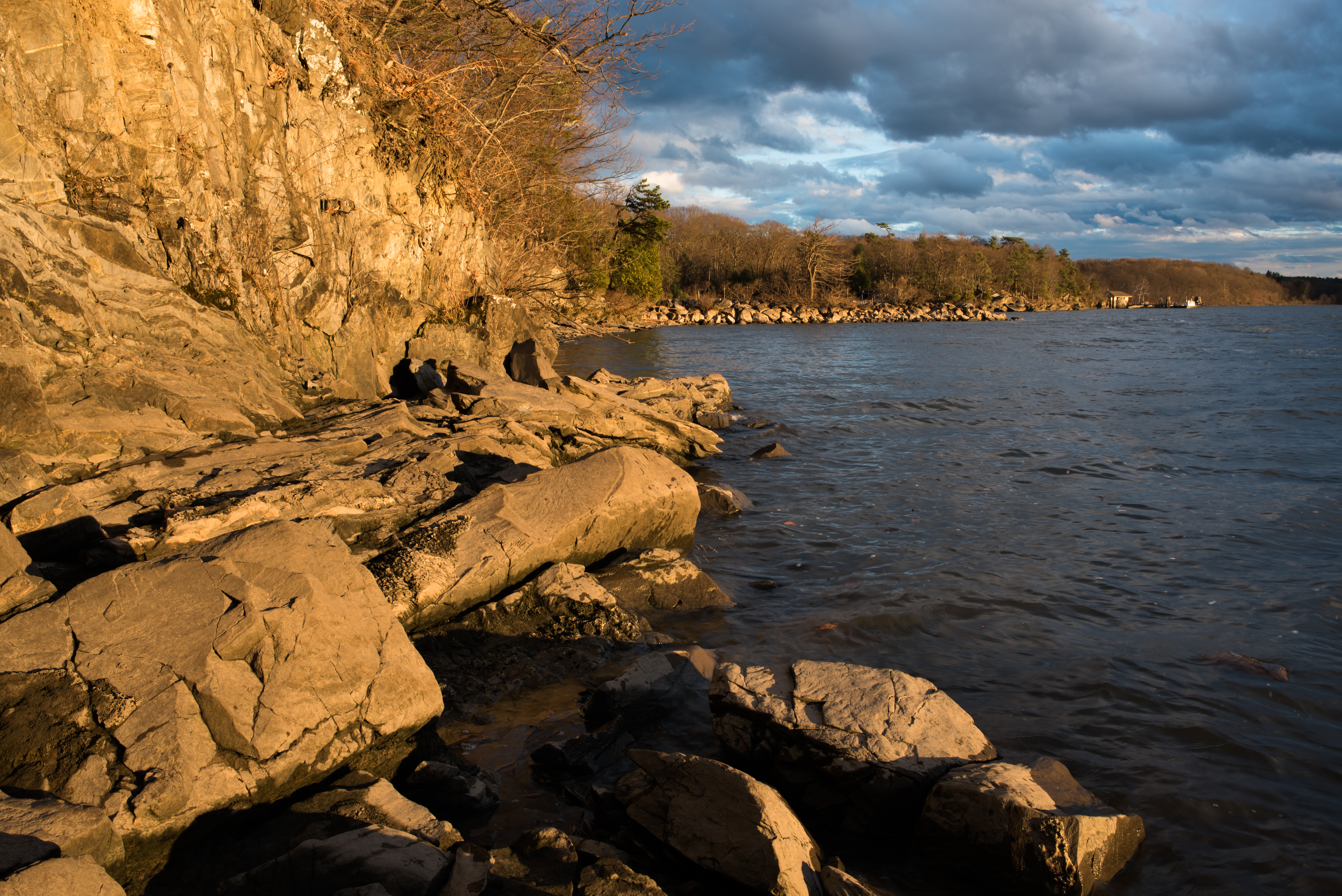
Rive du fleuve au niveau de la ville de Hyde Park.

Le véritable fleuve ne prend vraiment sa source que quelques kilomètres au nord de Tahawus, au niveau du lac Henderson. Le confluent de l'Hudson et de la rivière Mohawk, son principal affluent est situé à Troy (au nord d'Albany, capitale de l'État de New York), au sud du Federal Dam (litt. « barrage fédéral ») qui fait la jonction entre Upper Hudson River Valley et la Lower Hudson River Valley (parties supérieures et inférieures de la vallée de l'Hudson). À partir de Troy, l'Hudson s'élargit peu à peu, jusqu'à former la baie de New York (constitué successivement de la Upper Bay et la Lower Bay), entre Manhattan, Staten Island, Long Island et les côtes du New Jersey, avant de se jeter dans l'océan Atlantique. 
Les Néerlandais avaient dans un premier temps nommé l'Hudson Noort Rivier (« fleuve nord ») par opposition au Delaware, baptisé Zuide Rivier (« fleuve sud »), et le nom peut encore parfois s'entendre dans des émissions de radio. Le nom de Hudson River fut donné par les Anglais en l'honneur de l'un d'entre eux, Henry Hudson qui avait remonté et exploré le fleuve pour le compte de la Compagnie néerlandaise des Indes orientales. Les Néerlandais appelaient aussi parfois l'Hudson comme étant la Manhattes rieviere, Rio de Montaigne, Groote Rivier et de grootte Mouritse reviere mais le nominatif Noortrivier demeurait le plus utilisé à l'époque.
L'Hudson est considéré comme un fleuve, cependant, la Lower Hudson River Valley (partie sud de la vallée de l'Hudson) est en réalité un estuaire marin, étant donné que l'influence de la marée se ressent jusqu'au Federal Dam de Troy. On a ainsi tendance à considérer à tort l'Hudson comme l'un des plus longs fleuves des États-Unis, alors qu'il n'est en fait géographiquement qu'un estuaire sur la plus grande partie de son parcours. Ce phénomène d'être bifurqué au nord en deux estuaires explique le nom mohican du fleuve, Muh-he-kun-ne-tuk, ce qui signifie « le fleuve que remonte des deux côtés ». Les fortes marées rendent ainsi parfois la navigation dans le port de New York ou sur le fleuve délicate ; pendant l'hiver, il arrive que des blocs de glace naviguent sur le cours du fleuve, du nord au sud ou du sud au nord, au gré des marées. Le débit approximatif du fleuve est de l'ordre de 425 m3/s au niveau de Troy, alors qu'il atteint 606 m3/s au niveau de New York. 
L'Hudson est parfois appelée le « fleuve noyé ». En effet, la montée du niveau des eaux consécutive à la glaciation du Wisconsin, la plus récente glaciation, a entraîné une incursion marine qui a noyé certaines plaines côtières, et amené de l'eau salée au niveau de son embouchure. La vallée de l'Hudson est donc un ancien fjord glaciaire. L'actuel lit du fleuve, l'Hudson Canyon, très touché par l'érosion au niveau du littoral, est une zone de pêche très importante. L'ancien lit est très clairement délimité sous l'océan Atlantique, en s'étendant jusqu'au bord du plateau continental. Au nord, l'Hudson est relié au lac Érié par le canal Érié, qui permet d'obtenir une liaison directe entre l'océan Atlantique et les Grands Lacs.

## LesNarrows

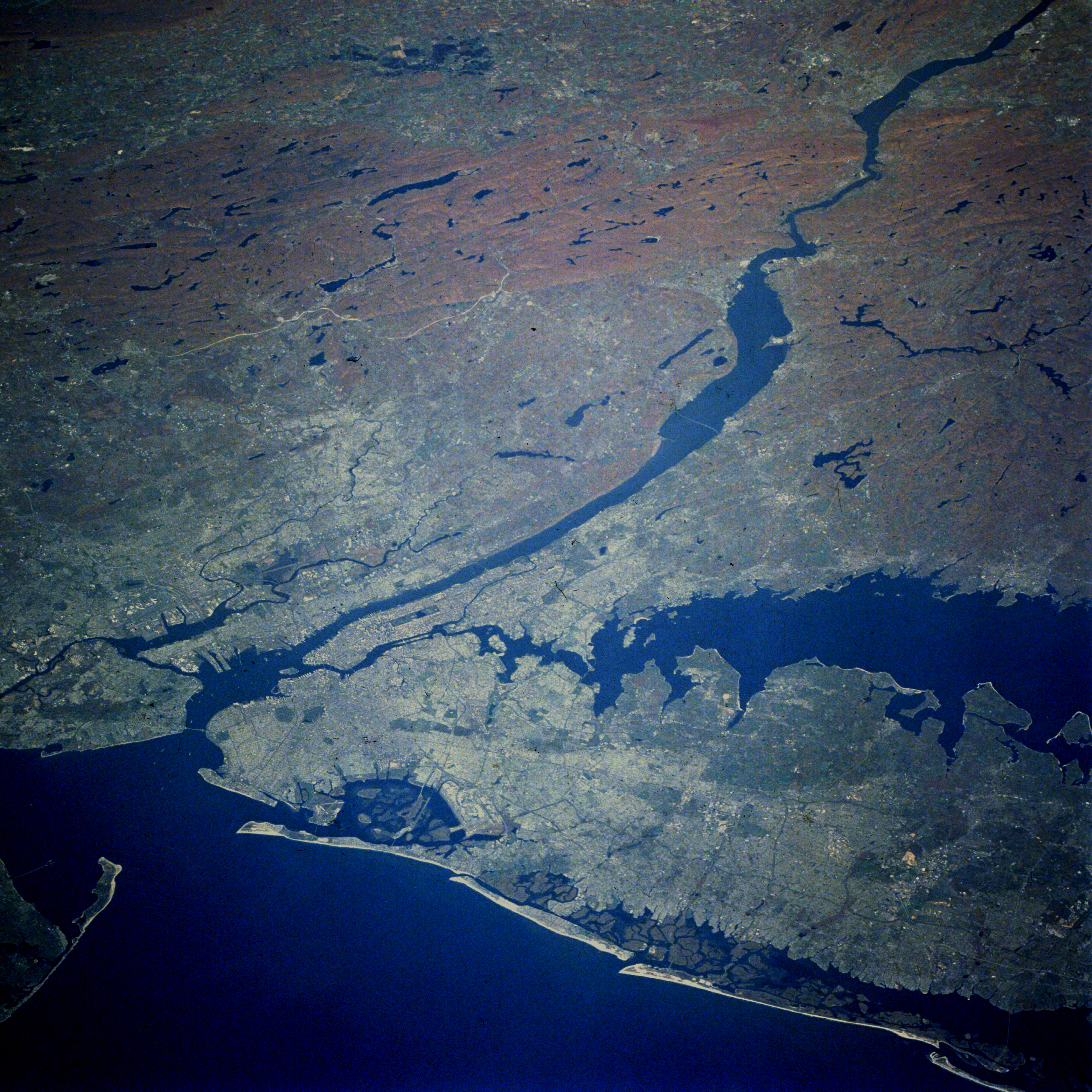
L'embouchure de l'Hudson vue depuis la navette spatiale.

Les Narrows sont le détroit maritime qui sépare les arrondissements de Brooklyn et de Staten Island, au niveau de l'embouchure de l'Hudson. Il assure la connexion entre la partie nord et la partie sud de la baie de New York, et a longtemps été considéré comme le portail maritime de la ville, tout en ayant constitué tout au long de l'histoire le principal accès au port de la ville.
La formation du détroit remonte à environ six mille ans, à l'époque de la dernière glaciation. Auparavant, les îles de Staten Island et de Long Island étaient connectées, et empêchaient l'Hudson de se jeter dans l'océan Atlantique via le détroit. Le fleuve se jetait alors dans l'océan au niveau de Raritan Bay, située plus au sud que le détroit, en suivant un trajet situé plus à l'ouest, dans l'actuel État du New Jersey, le long des monts Watchung.
À bord de son navire, le Halve Maen qui transporte des marins anglais et hollandais, Henry Hudson traverse le détroit des Narrows et ancre dans la baie de ce qui sera New-York le 11 septembre 1609, ignorant encore qu'il vient de découvrir un fleuve qui portera son nom.

## Divers
Le 15 janvier 2009, un Airbus A320 du vol US Airways 1549 amerrit dans le fleuve. L'accident particulièrement médiatisé, ne cause ni mort ni blessé ; l'histoire sera adaptée dans le film Sully de Clint Eastwood, sorti en 2016.